# Dusk Till Dawn
Singles par Zayn Malik
Still Got Time
(2017) Let Me
(2018)
Singles par Sia
Free Me
(2017) Rainbow
(2017)
Dusk Till Dawn est une chanson du chanteur anglais Zayn en duo avec la chanteuse australienne Sia pour le film La Montagne entre nous. La chanson est sortie le 7 septembre 2017 sous le label RCA Records. Le titre apparaît également dans la version japonaise de l'album Icarus Falls. 

## Composition
Dusk Till Dawn est une ballade sentimentale pop. La chanson est composée en Si mineur avec un tempo de 90 bpm. Les auteurs de la chanson sont Zayn Malik, Sia Furler, Alex Oriet, David Phelan, Greg Kurstin qui est également le producteur. 

## Clip
Le clip est réalisé par Marc Webb et met en scène Zayn et l'actrice Jemima Kirke. 

## Certification
| Pays             | Certification | Ventes    |
| ---------------- | ------------- | --------- |
| Allemagne        | Platine       | 400 000   |
| Australie        | 4 × Platine   | 280 000   |
| Autriche         | Platine       | 30 000    |
| Belgique         | Platine       | 30 000    |
| Canada           | 2 × Platine   | 160 000   |
| Danemark         | Or            | 45 000    |
| Espagne          | Platine       | 40 000    |
| États-Unis       | Platine       | 1 000 000 |
| France           | Diamant       | 250 000   |
| Italie           | 3 × Platine   | 150 000   |
| Mexique          | Platine + Or  | 90 000    |
| Nouvelle-Zélande | Platine       | 30 000    |
| Pologne          | Diamant       | 100 000   |
| Portugal         | Platine       | 10 000    |
| Royaume-Uni      | Platine       | 600 000   |
| Suisse           | 3 × Platine   | 60 000    |
| Suède            | 5 × Platine   | 200 000   |